# Tsukigata
Tsukigata (japanska: 月形町?, Tsukigata-chō) är en landskommun (köping) i Hokkaido prefektur i Japan. 